# Đèn Williams

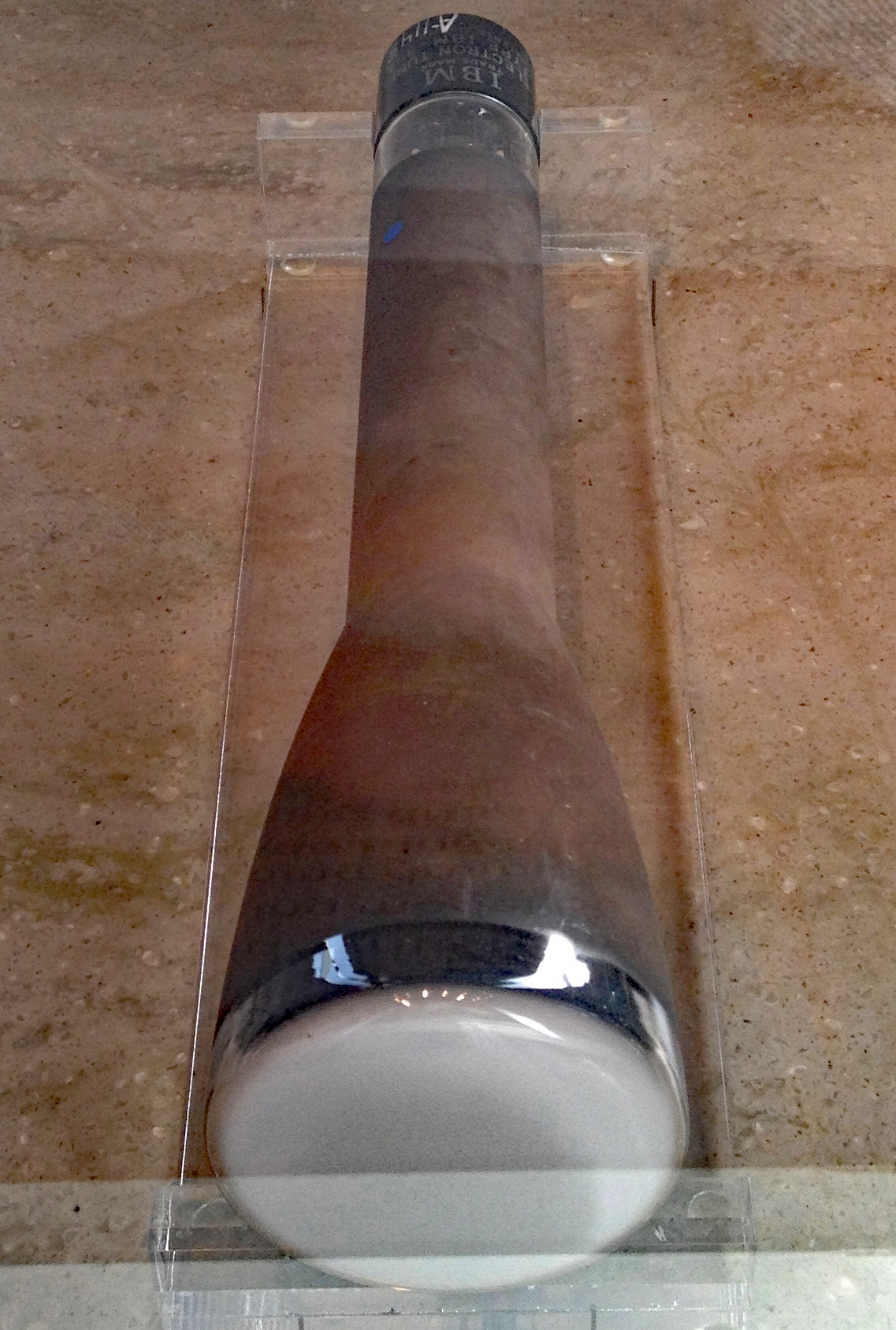
Đèn Williams–Kilburn của máy tính IBM 701 at the Bảo tàng Lịch sử Máy tính ở Mountain View, California

Đèn Williams hay đèn Williams-Kilburn là dạng đầu tiên của bộ nhớ máy tính. Đây là thiết bị lưu trữ kỹ thuật số truy cập ngẫu nhiên (RAM) đầu tiên. Đèn do Frederic Calland Williams và Tom Kilburn ở Đại học Manchester (tiếng Anh: Victoria University of Manchester) phát minh năm 1946 - 1949.
Đèn đã được sử dụng thành công trong một số máy tính đời đầu.
Williams và Kilburn nộp đơn xin cấp bằng sáng chế của Anh vào ngày 11 tháng 12 năm 1946 , và ngày 2 tháng 10 năm 1947 , tiếp theo là các đơn xin cấp bằng sáng chế của Hoa Kỳ vào ngày 10 tháng 12 năm 1947 , và ngày 16 tháng 5 năm 1949 .

## Nguyên lý hoạt động

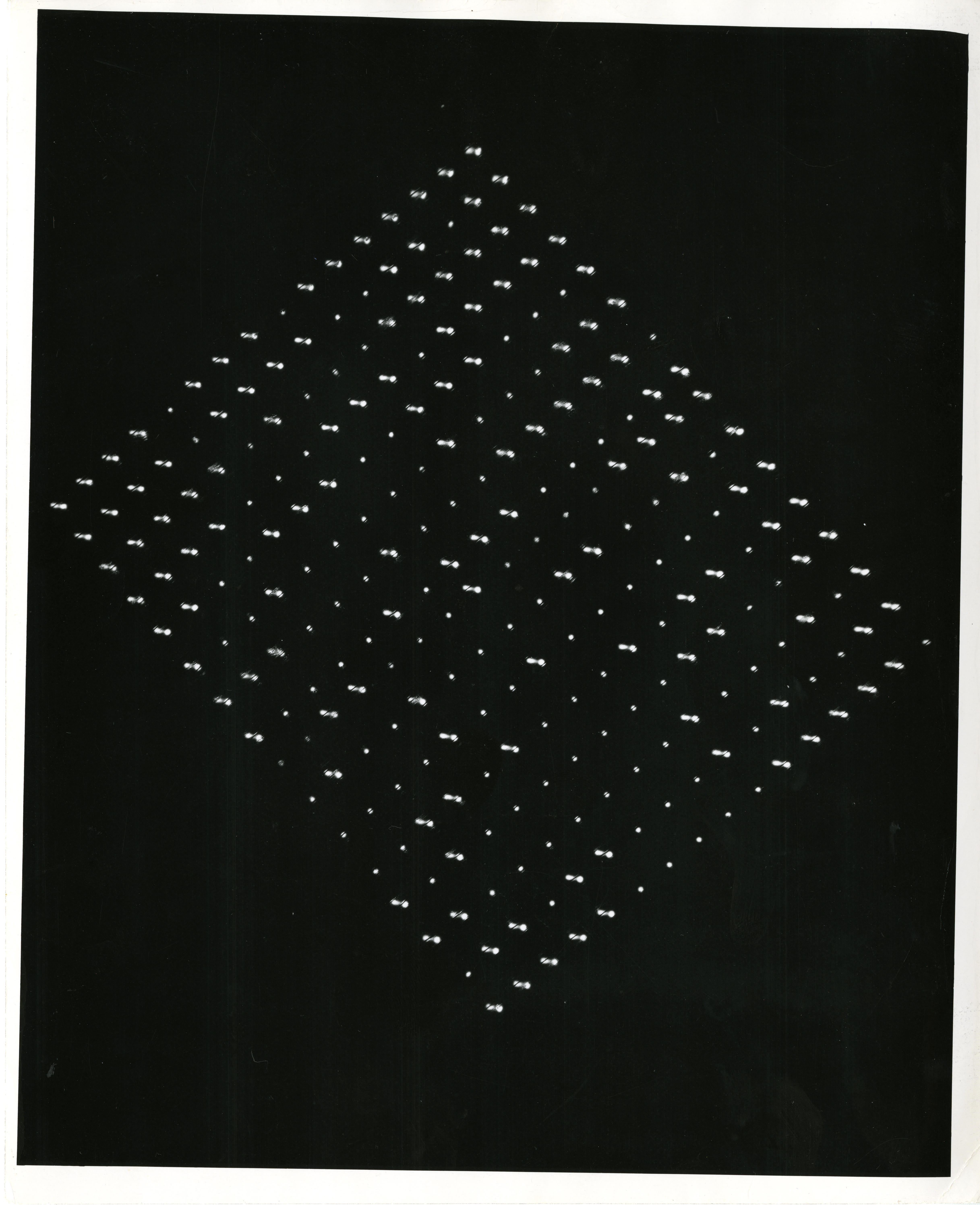
Dãy bộ nhớ ở đèn Williams, máy SWAC

Đèn Williams hoạt động dựa trên hiệu ứng phát xạ thứ cấp xảy ra trong ống tia âm cực (CRT). 
Khi chùm điện tử chạm vào lớp phosphor tạo điểm sáng của hình hiển thị. Nếu năng lượng chùm electron cao hơn giá trị ngưỡng nhất định, tùy thuộc vào hỗn hợp phosphor, thì nó cũng làm bật các điện tử ra khỏi lớp phosphor. Các electron này di chuyển một quãng đường ngắn trước khi bị hút trở lại bề mặt CRT. Hiệu ứng tổng thể là gây ra một điện tích dương nhẹ ở vùng áp với vị trí tức thời của chùm tia nơi có sự thiếu hụt các điện tử, và một điện tích âm nhẹ xung quanh chấm (dot) nơi các điện tử đó tiếp đất. Kết quả là có điện tích tồn tại trên bề mặt ống trong một phần nhỏ của một giây, khi các electron chạy trở lại vị trí ban đầu của nó. Thời gian tồn tại này phụ thuộc vào điện trở của phosphor và kích thước của hố.
Điện tích tại vị trí của mỗi dot được đọc bằng một tấm kim loại mỏng ngay phía trước màn hình. Vì màn hình mờ dần theo thời gian nên nó được làm mới định kỳ. Nó quay nhanh hơn bộ nhớ dòng trễ âm thanh trước đó, với tốc độ của các electron bên trong ống chân không, chứ không phải ở tốc độ âm thanh.
Tuy nhiên, hệ thống đã bị ảnh hưởng bất lợi bởi bất kỳ trường điện nào gần đó và cần phải liên tục điều chỉnh để duy trì hoạt động.